# Farkas István (labdarúgó)
Farkas István (Kecskemét, 1984. június 16. –) magyar labdarúgó, a Ceglédi VSE játékosa, balhátvéd. Érdekesség, hogy eredetileg csatárposzton játszott. Tagja volt a Kecskeméti TE - Cucu FC futsalcsapatnak is, mely a 2007/2008-as szezonban kiharcolta az élvonalba kerülést. 
2011 nyarán igazolt Ceglédre. Az év végén bekerült az Arany László által vezetett NB II Keleti csoport válogatottjába.
2012 nyarán visszatért Kecskemétre, majd ismét Ceglédre került, ezúttal kölcsönben.